# Yuan Lee
Yuan Tseh Lee en mandarí: 李遠哲; en pinyin: Lǐ Yuǎnzhé (Hsinchu, República de la Xina, 19 de novembre de 1936) és un químic i professor universitari taiwanès guardonat amb el Premi Nobel de Química de l'any 1986.

## Biografia
Va néixer el 1936 a la ciutat de Hsinchu, situada al nord-oest de l'illa de Taiwan. Va estudiar química a la Universitat Nacional de Taiwan, on es graduà el 1959, i posteriorment amplià els seus estudis realitzant el doctorat a la Universitat de Berkeley als Estats Units l'any 1965. El 1974 fou nomenat professor de química a la Universitat de Berkeley, el mateix any en què aconseguí la nacionalitat nord-americana.

## Recerca científica
El febrer de 1967 inicià la seva col·laboració amb Dudley Herschbach a la Universitat Harvard en l'estudi de les reaccions químiques entre els àtoms d'hidrogen i les molècules alcalines diatòmiques.
L'any 1986 fou guardonat, juntament amb el seu col·laborador Herschbach i el químic canadenc John C. Polanyi, amb el Premi Nobel de Química «pel desenvolupament de la dinàmica de processos químics elementals».

## Vida política
Des del 15 de gener de 1994 és president de l'Acadèmia Sinica, principal complex d'investigació científica i humanística de la República de la Xina, per la qual cosa hagué de renunciar a la seva ciutadania nord-americana.
Yuan T. Lee l'any 2000 donà suport al candidat Chen Shui-bian durant les eleccions presidencials d'aquell any. La victòria de Chen sobre James Soong promogué que el primer escollís Lee com a Primer Ministre, si bé Lee declinà la seva oferta per continuar al capdavant de l'Acadèmia Sinica.

## Obres
- Lee, Y. T. "Crossed Molecular Beam Studies and Dynamics of Decomposition of Chemically Activated Radicals", University of Chicago, United States Department of Energy (through predecessor agency the Atomic Energy Commission), (September 1973).
- Lee, Y. T. & S. J. Sibener. "Internal Energy Dependence of Molecular Condensation Coefficients Determined from Molecular Beam Surface Scattering Experiments", Lawrence Berkeley Laboratory, University of California, Berkeley, United States Department of Energy, (May 1978).
- Lee, Y. T., Sibener, S. J. & R. J. Buss. "Development of a Supersonic Atomic Oxygen Nozzle Beam Source for Crossed Beam Scattering Experiments", Lawrence Berkeley Laboratory, University of California, Berkeley, United States Department of Energy, (May 1978).
- Lee, Y. T., Baseman, R. J., Guozhong, H. & R. J. Buss. "Reaction Mechanism of Oxygen Atoms with Unsaturated Hydrocarbons by the Crossed-Molecular-Beams Method", Lawrence Berkeley Laboratory, University of California, Berkeley, United States Department of Energy-Office of Basic Energy Science, (April 1982).
- Lee, Y. T. "Molecular-beam Studies of Primary Photochemical Processes", Lawrence Berkeley Laboratory, University of California, Berkeley, United States Department of Energy, (December 1982).
- Lee, Y. T., Continetti, R. E. & B. A. Balko. "Molecular Beam Studies of Hot Atom Chemical Reactions: Reactive Scattering of Energetic Deuterium Atoms", Lawrence Berkeley Laboratory, United States Department of Energy, (February 1989).